# Geneviève de Galard Terraube

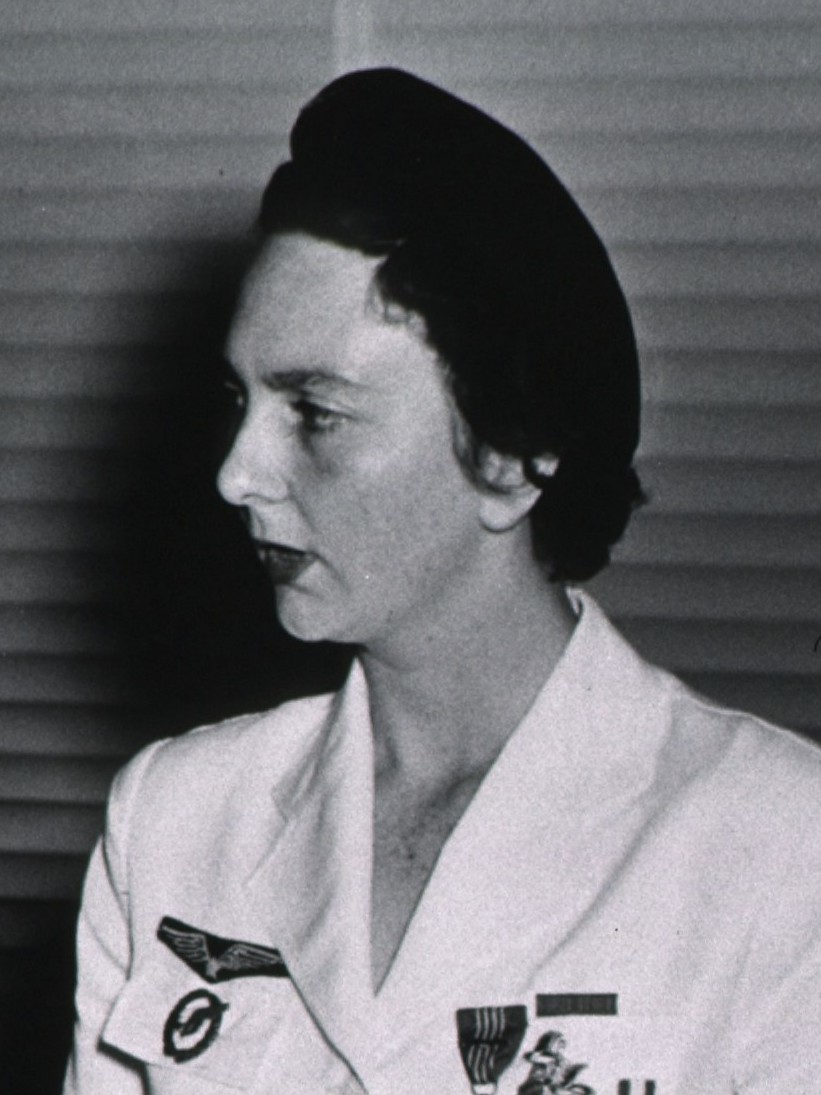
Geneviève de Galard Terraube (1954)

Geneviève de Galard Terraube (* 13. April 1925 in Paris; † 30. Mai 2024 ebenda) war eine Offizierin des französischen Sanitätsdienstes im Indochina-Krieg. Sie wurde wegen ihres besonderen Einsatzes auch „Engel von Dien Bien Phu“ genannt.

## Leben
Geneviève de Galard wurde im 9. Arrondissement von Paris geboren. Sie ist die Nachfahrin einer traditionsreichen Familie in der Gascogne, aus der berühmte historische Adelige im Mittelalter hervorgegangen sind. So war Hector de Galard ein Zeitgenosse von Jeanne d’Arc, der in der Schlacht von Orléans an ihrer Seite kämpfte.
Ihre Kindheit verbrachte sie weitgehend in Paris, wo sie die Louise de Bettignies-Schule besuchte. Während des Zweiten Weltkriegs siedelte die Familie nach Toulouse über. Dort besuchte sie eine Klosterschule der Dominikaner. In Paris setzte sie ihre Ausbildung auf dem Gebiet der schönen Künste an der École du Louvre fort. Nachdem sie im Jahre 1948 an der Universität Sorbonne ein Englisch-Diplom erworben hatte, verbrachte sie einige Zeit in Großbritannien.
1950 begann sie eine Krankenpflegeausbildung. Dabei schlug sie den Zweig der „Fliegenden Schwester“ (Flugmedizinische Assistentin) ein und bestand das entsprechende Examen. In Afrika und Indochina diente sie anschließend ab 1952 im Sanitätsdienst der französischen Streitkräfte.
Ab 1953 und nach einem kurzen Aufenthalt in Algerien erneut ab Februar 1954 beteiligte sie sich an der Versorgung der Verwundeten in Indochina, wo sie in der Evakuierung Verwundeter auf dem Luftweg tätig war, was oft unter feindlichem Beschuss stattfand. Am 28. März 1954 konnte sie nicht mehr aus dem Kessel von Điện Biên Phủ herausfliegen und versorgte bis zur Kapitulation der französischen Festung am 7. Mai 1954 die Verwundeten und Sterbenden. Anders als oftmals behauptet, war sie jedoch nicht die einzige Frau im belagerten Điện Biên Phủ, da es auch zwei mobile Feldbordelle mit vietnamesischen und algerischen Prostituierten gab.
Noch während der Schlacht wurde ihr das Croix de guerre verliehen. Sie blieb freiwillig nach der Kapitulation bei den Gefangenen und verließ diese erst auf Befehl am 24. Mai 1954. Anschließend lehnte sie jede Stellungnahme in Hanoi ab und verwahrte sich gegen eine kommerzielle Verwendung ihrer Erlebnisse. Das Sanitätskorps der französischen Streitkräfte verlieh ihr die silberne Ehrenmedaille. Von Papst Pius XII. erhielt sie ein persönliches Schreiben mit einem Rosenkranz.
Im Jahre 1954 wurde sie als Staatsgast der USA vom Präsidenten Eisenhower empfangen, der ihr die Freiheitsmedaille verlieh. In den USA wurde ihr auch der legendäre Name „Engel von Điện Biên Phủ“ gegeben. Vorher hatte sie der französische Staatspräsident René Coty zum Ritter der Ehrenlegion ernannt.
Im Juni 1956 heiratete sie den französischen Hauptmann Jean de Heaulme, den sie in Indochina kennengelernt hatte; sie bekam drei Kinder.
Im Jahre 2004 erhielt sie das Kommandeurskreuz vom französischen Staatspräsidenten Jacques Chirac und 2014 das Großkreuz der Ehrenlegion verliehen.